# Ptygura tacita
Ptygura tacita är en hjuldjursart som beskrevs av John R. Edmondson 1940. Ptygura tacita ingår i släktet Ptygura och familjen Flosculariidae. Inga underarter finns listade i Catalogue of Life.